# Cristóbal Rojas
Cristóbal Rojas è un comune del Venezuela situato nello Stato del Miranda.
Il capoluogo del comune è la città di Charallave.